# Khủng hoảng kinh tế México năm 1994
Khủng hoảng kinh tế Mexico năm 1994 (còn được gọi bằng các tên khác là khủng hoảng Peso Mexico, hay bằng tên lóng là khủng hoảng Tequila theo tên thứ rượu mạnh Tequila nổi tiếng của México) là một cuộc khủng hoảng kinh tế bùng phát bằng sự mất giá nhanh chóng của peso Mexico vào tháng 12 năm 1994 và sau đó lan ra các khu vực của nền kinh tế của đất nước. Cuộc khủng hoảng này không chỉ làm cho kinh tế Mexico chao đảo, mà còn ảnh hưởng tiêu cực tới kinh tế các nước Mỹ Latin khác. Ảnh hưởng ra nước ngoài của nó được gọi là hiệu ứng Tequila. Chính phủ Mỹ, Chính phủ Canada, Quỹ Tiền tệ Quốc tế và Ngân hàng Thanh toán Quốc tế đã phối hợp cấp cho Mexico các khoản tín dụng lên tới 50 tỷ Dollar Mỹ để ngăn chặn sự phát triển và khắc phục hậu quả của khủng hoảng.

## Nguyên nhân
Sau cuộc khủng hoảng nợ năm 1982, Mexico đã tiến hành một loạt cải cách giúp khôi phục được nền kinh tế. Kinh tế tăng trưởng trở lại trong khi peso Mexico lại được neo vào dollar Mỹ đã dẫn tới hiện tượng Peso lên giá so với dollar. Đầu thập niên 1990, hiện tượng này diễn tiến nhanh chóng. Hậu quả là xuất khẩu của Mexico chịu ảnh hưởng bất lợi trong khi nhập khẩu được thúc đẩy. Điều này dẫn tới Mexico trở nên bị thâm hụt cán cân tài khoản vãng lai. Đầu năm 1993, mức độ thâm hụt tương đương 6,5% tổng sản phẩm trong nước (GDP). Sự thâm hụt này chủ yếu được bù đắp bằng vay nợ ngắn hạn của nước ngoài. Một thời gian dài, lãi suất của Mexico cao hơn lãi suất của Mỹ. Kinh tế tăng trưởng mạnh, tỷ giá hối đoái danh nghĩa cố định, lãi suất trong nước cao là những nhân tố thúc đẩy dòng vốn tư nhân nước ngoài đổ vào nền kinh tế Mexico. Riêng thời gian từ 1990 đến 1993, Mexico đã thu hút được 93 tỷ Dollar đầu tư nước ngoài, chiếm một nửa tổng đầu tư nước ngoài vào Mỹ Latin.
Quỹ Tiền tệ Quốc tế đã kiến nghị chính phủ Mexico có các biện pháp giảm thâm hụt cán cân tài khoản vãng lai. Tuy nhiên, mức độ thâm hụt tiếp tục gia tăng trong năm 1994, lên tới 8% GDP. Cuộc bầu cử tổng thống Mexico vào tháng 8 năm 1994 cộng với một loạt sự kiện an ninh trong nước (sự nổi dậy của người Anh-điêng ở Chiapas, vụ ám sát ứng cử viên tổng thống Luis Conaldo Colosio) và ngoài nước đã khiến chính phủ không tập trung đủ cho xử lý thâm hụt. Chính phủ đã phá giá peso theo từng biên độ nhỏ. Các nhà đầu tư trở nên lo ngại về sự bền vững của nền kinh tế Mexico. Việc chính phủ đổi các khoản nợ định danh bằng peso sang định danh bằng dollar càng làm người ta lo lắng hơn.
Bên cạnh đó, năm 1994 đã xảy ra hiện tượng lãi suất quốc tế tăng lên kích thích các nhà đầu tư điều chỉnh danh mục đầu tư của mình theo hướng giảm đầu tư vào các nền kinh tế đang phát triển.
Hai xu hướng trên đã kết hợp với nhau tạo nên sự rút vốn ồ ạt khỏi Mexico.

## Diễn biến
Ngày 1 tháng 1 năm 1994, lực lượng vũ trang Zapatistas đã nổi dậy. Cuối tháng 2, tỷ giá hối đoái giữa peso và dollar tăng đến kịch trần biên độ dao động. Nhưng các nhà đầu tư nước ngoài vẫn lạc quan về tình hình Mexico và vốn nước ngoài vẫn tiếp tục đổ vào.
Tháng 3, ứng cử viên tổng thống Colosio bị ám sát. Các nhà đầu tư nước ngoài trở nên bất an và lo lắng cho tài sản của mình ở Mexico. Hoảng loạn tài chính đã xảy ra. Các nhà đầu tư trong và ngoài nước đã giảm nhu cầu về chứng khoán của Mexico. Peso chịu sức ép mất giá và chính phủ đã tung khoảng 10 tỷ dollar dự trữ ngoại hối nhà nước ra để bảo vệ tỷ giá danh nghĩa.
Tháng 4, lãi suất trái phiếu chính phủ định danh bằng peso có xu hướng tăng. Lo ngại rằng điều này có thể gây tổn thương cho khu vực ngân hàng chưa đủ mạnh của đất nước và sợ rằng lãi suất cao có thể gây ra suy thoái kinh tế vào một năm có bàu cử tổng thống, nên chính phủ đã một mặt dùng dự trữ ngoại hối để chống lại xu hướng tăng lãi suất, một mặt tiến hành đổi các trái phiếu chính phủ từ định danh bằng peso sang định danh bằng dollar.
Đã có cảnh báo của một số học giả kinh tế về việc peso quá cao so với dollar. Nhưng đồng thời cũng có ý kiến phản đối việc điều chỉnh tỷ giá vì lý do niềm tin của các nhà đầu tư chưa đủ mạnh để có thể không bị hoảng loạn khi tỷ giá thay đổi mạnh. Chính phủ Mexico chọn biện pháp vừa dùng dữ trữ ngoại hối để giữ ổn định tỷ giá, vừa từng bước nhỏ điều chỉnh tỷ giá.
Tháng 8, tổng thống mới nhậm chức. Các chính sách tài chính, tiền tệ vẫn được giữ như cũ.
Cuối tháng 9, José Francisco Ruiz Massieu bị ám sát. Các nhà đầu tư thêm bất an. Song chính phủ vẫn không điều chỉnh chính sách. Giữa tháng 10, Cục dữ trữ Liên bang Mỹ tuyên bố mặc dù lo ngại về mức dự trữ ngoại hối ít ỏi của Mexico, song Mexico đừng nên mong đợi chi viện của nước ngoài. Các nhà đầu tư càng thêm bất an.
Giữa tháng 10, sau khi một số công ty lớn của Mexico công khai tình trạng lợi nhuận của mình giảm sút. Thị trường chứng khoán Mexico chao đảo. Áp lực mất giá peso càng thêm mạnh. Các nhà đầu tư bắt đầu rút khỏi thị trường Mexico.
Cuối tháng 10, thống đốc ngân hàng trung ương Mexico công khai rằng dữ trữ ngoại hối của Mexico chỉ còn 17,12 tỷ dollar.
Ngày 20 tháng 12 năm 1994, peso bị mất giá mạnh. Chính phủ đã can thiệp nhằm giảm tốc độ mất giá, song không có hiệu quả mà lại mất rất nhiều dự trữ ngoại hối nhà nước. Đến ngày 22, chính phủ đành tuyên bố thả nổi peso.
Quyết định này đã làm các nhà đầu tư mất hết lòng tin vào khả năng trả các khoản nợ ngắn hạn (các khoản nợ nước ngoài nếu tính theo peso phình ra khi tỷ giá giữa peso và dollar tăng lên). Vì thế, peso càng mất giá hơn nữa.
Nợ nước ngoài đột nhiên tăng lên đã khiến bảng cân đối tài sản của các xí nghiệp và ngân hàng của Mexico xấu đi. Hậu quả là nền kinh tế Mexico rơi vào khủng hoảng thực sự.